# Scelolophia pannaria
Scelolophia pannaria är en fjärilsart som beskrevs av Achille Guenée 1858. Scelolophia pannaria ingår i släktet Scelolophia och familjen mätare. Inga underarter finns listade.